# Francie na Letních olympijských hrách 1924
Francii na Letních olympijských hrách v roce 1924 v Paříži reprezentovala výprava 401 sportovců (373 mužů a 28 žen) ve 20 sportech.

## Medailisté
| Medaile | Jméno | Sport                | Soutěž                                         |
| ------- | --- | -------------------- | ---------------------------------------------- |
| Zlato   | Armand Blanchonnet | Cyklistika           | Muži silniční závod jednotlivců                |
| Zlato   | Armand Blanchonnet René Hamel Georges Wambst | Cyklistika           | Družstvo mužů - hromadný start                 |
| Zlato   | Lucien Michard | Cyklistika           | Muži sprint                                    |
| Zlato   | Lucien Choury Jean Cugnot | Cyklistika           | Muži tandem                                    |
| Zlato   | Georges Buchard Roger Ducret Lucien Gaudin André Labatut Robert Liottel Alexandre Lippmann Georges Tainturier | Šerm                 | Družstvo mužů kord                             |
| Zlato   | Roger Ducret | Šerm                 | Muži fleret                                    |
| Zlato   | Philippe Cattiau Jacques Coutrot Roger Ducret Lucien Gaudin Henri Jobier André Labatut Guy de Luget Joseph Perotaux | Šerm                 | Družstvo mužů fleret                           |
| Zlato   | Albert Séguin | Sportovní gymnastika | Muži sidehorse vault ?????                     |
| Zlato   | Pierre Coquelin de Lisle | Sportovní střelba    | Muži 50 metrů libovolná malorážka 60 ran vleže |
| Zlato   | R. Bertrand Albert Deborgies Noël Delberghe Robert Desmettre Paul Dujardin A. Fasani Jean Lasquin Albert Mayaud Henri Padou L. Perol Georges Rigal | Vodní pólo           | Turnaj mužů                                    |
| Zlato   | Edmond Decottignies | Vzpírání             | Muži 67.5 kg                                   |
| Zlato   | Charles Rigoulot | Vzpírání             | Muži 82.5 kg                                   |
| Zlato   | Henri Deglane | Zápas                | muži, řecko-římský nad 82,5 kg                 |
| Stříbro | Roger Ducret | Šerm                 | Muži kord                                      |
| Stříbro | Roger Ducret | Šerm                 | Muži šavle                                     |
| Stříbro | Philippe Cattiau | Šerm                 | Muži fleret                                    |
| Stříbro | Eugène Cordonnier Léon Delsarte François Gangloff Jean Gounot Arthur Hermann Alphonse Higelin Joseph Huber Albert Séguin | Sportovní gymnastika | Družstvo mužů                                  |
| Stříbro | Albert Séguin | Sportovní gymnastika | Muži rope climbing ????                        |
| Stříbro | Jean Gounot | Sportovní gymnastika | Muži sidehorse vault ????                      |
| Stříbro | François Gangloff | Sportovní gymnastika | Muži sidehorse vault ?????                     |
| Stříbro | Marc Detton Jean-Pierre Stock | Veslování            | Muži dvojskif                                  |
| Stříbro | Maurice Bouton Georges Piot | Veslování            | Muži dvojka bez kormidelníka                   |
| Stříbro | Ernest Barberolle Eugène Constant Louis Gressier Georges Lecointe Raymond Talleux | Veslování            | Muži čtyřka s kormidelníkem                    |
| Stříbro | F. Abraham René Araou Jean Bayard Louis Béguet André Béhotéguy Marcel Besson Alexandre Bioussa Étienne Bonnes François Borde Adolphe Bousquet Aimé Cassayet-Armagnac F. Cayrol François Clauzel Clément Dupont Albert Dupouy Jean Etcheberry E. Frayssinet Henri Galau Gilbert Gérintès Charles-Antoine Gonnet Raoul Got Adolphe Jauréguy René Lasserre Louis Lepatey Marcel-Frédéric Lubin-Lebrère Camille Montade Roger Piteu Étienne Piquiral Eugène Ribère Jean Vaysse | Ragby                | Turnaj mužů                                    |
| Stříbro | Paul Colas Albert Courquin Pierre Hardy Georges Roes Émile Rumeau | Sportovní střelba    | Družstvo mužů 300 m puška                      |
| Stříbro | Henri Cochet | Tenis                | Muži dvouhra                                   |
| Stříbro | Jacques Brugnon Henri Cochet | Tenis                | Muži čtyřhra                                   |
| Stříbro | Julie Vlastová | Tenis                | Ženy dvouhra                                   |
| Bronz   | Paul Bontemps | Atletika             | Muži 3000 m steeplechase                       |
| Bronz   | Gaston Heuet Henri Lauvaux Maurice Norland | Atletika             | Družstvo mužů přespolní běh                    |
| Bronz   | Pierre Lewden | Atletika             | Muži skok do výšky                             |
| Bronz   | Jean Ces | Box                  | Muži váha bantamová do 53,5 kg                 |
| Bronz   | René Hamel | Cyklistika           | Muži silniční závod jednotlivců                |
| Bronz   | Jean Cugnot | Cyklistika           | Muži sprint                                    |
| Bronz   | Xavier Lesage | Jezdectví            | Drezura - jednotlivci                          |
| Bronz   | Alphonse Higelin | Sportovní gymnastika | Muži hrazda                                    |
| Bronz   | Louis Charles Breguet Pierre Gauthier Robert Girardet André Guerrier Georges Mollard | Jachting             | Třída 8 m                                      |
| Bronz   | Jean Borotra René Lacoste | Tenis                | Muži čtyřhra                                   |